# Primera División de Chile 1950
El Campeonato Nacional de Fútbol de la Primera División de 1950 fue el torneo disputado en la 18.ª temporada del fútbol profesional chileno, con la participación de doce equipos. 
Previo al inicio del torneo Ferroviarios y Bádminton se unieron para formar Ferrobádminton.
El torneo se jugó en dos rondas con un sistema de todos-contra-todos.
El campeón del torneo fue Everton, que logró su primer campeonato, siendo el primer equipo de fuera de Santiago en conseguir el campeonato nacional.

## Tabla final
| Pos | Equipo               | PJ | PG | PE | PP | GF | GC | Dif | Pts |
| --- | -------------------- | -- | -- | -- | -- | -- | -- | --- | --- |
| 1   | Everton              | 22 | 12 | 6  | 4  | 56 | 33 | 23  | 30  |
| 2   | Unión Española       | 22 | 12 | 6  | 4  | 57 | 42 | 15  | 30  |
| 3   | Colo-Colo            | 22 | 11 | 7  | 4  | 42 | 30 | 12  | 29  |
| 4   | Santiago Wanderers   | 22 | 10 | 7  | 5  | 40 | 32 | 8   | 27  |
| 5   | Audax Italiano       | 22 | 9  | 7  | 6  | 53 | 47 | 6   | 25  |
| 6   | Santiago Morning     | 22 | 9  | 4  | 9  | 53 | 51 | 2   | 22  |
| 7   | Ferrobádminton       | 22 | 8  | 5  | 9  | 47 | 51 | -4  | 21  |
| 8   | Magallanes           | 22 | 9  | 3  | 10 | 39 | 46 | -7  | 21  |
| 9   | Green Cross          | 22 | 5  | 7  | 10 | 53 | 60 | -7  | 17  |
| 10  | Universidad de Chile | 22 | 6  | 4  | 12 | 39 | 47 | -8  | 16  |
| 11  | Universidad Católica | 22 | 4  | 6  | 12 | 33 | 50 | -17 | 14  |
| 12  | Iberia               | 22 | 3  | 6  | 13 | 38 | 61 | -23 | 12  |

PJ=Partidos jugados; PG=Partidos ganados; PE=Partidos empatados; PP=Partidos perdidos; GF=Goles a favor; GC=Goles en contra; Dif=Diferencia de gol; Pts=Puntos
|  | Juega final por el campeonato |

## Final
|       | POR   | Carlos Espinoza    |  |
|       | DEF   | Juan García        |  |
|       | DEF   | Daniel Torres      |  |
|       | MED   | Jorge Barraza      |  |
|       | MED   | Salvador Biondi    |  |
|       | MED   | Augusto Arenas     |  |
|       | DEL   | Fernando Hurtado   |  |
|       | DEL   | Enrique Ponce      |  |
|       | DEL   | René Meléndez      |  |
|       | DEL   | José María Lourido |  |
|       | DEL   | Germán Báez        |  |
| D. T. | D. T. | Martín García      |  |

|       | POR   | Hernán Fernández |  |
|       | DEF   | Américo Azares   |  |
|       | DEF   | Isaac Fernández  |  |
|       | MED   | Jorge Ibáñez     |  |
|       | MED   | Rosamel Miranda  |  |
|       | MED   | Valentín Beperet |  |
|       | DEL   | José Dunivicher  |  |
|       | DEL   | Mario Lorca      |  |
|       | DEL   | Carlos Rojas     |  |
|       | DEL   | Atilio Cremaschi |  |
|       | DEL   | Benito Armingol  |  |
| D. T. | D. T. | Isidro Lángara   |  |

| 104' | René Meléndez | 1-0 |

| Principal | William Crawford |

|       | POR   | Carlos Espinoza    |  |
|       | DEF   | Juan García        |  |
|       | DEF   | Daniel Torres      |  |
|       | MED   | Jorge Barraza      |  |
|       | MED   | Salvador Biondi    |  |
|       | MED   | Augusto Arenas     |  |
|       | DEL   | Fernando Hurtado   |  |
|       | DEL   | Enrique Ponce      |  |
|       | DEL   | René Meléndez      |  |
|       | DEL   | José María Lourido |  |
|       | DEL   | Germán Báez        |  |
| D. T. | D. T. | Martín García      |  |

|       | POR   | Hernán Fernández |  |
|       | DEF   | Américo Azares   |  |
|       | DEF   | Isaac Fernández  |  |
|       | MED   | Jorge Ibáñez     |  |
|       | MED   | Rosamel Miranda  |  |
|       | MED   | Valentín Beperet |  |
|       | DEL   | José Dunivicher  |  |
|       | DEL   | Mario Lorca      |  |
|       | DEL   | Carlos Rojas     |  |
|       | DEL   | Atilio Cremaschi |  |
|       | DEL   | Benito Armingol  |  |
| D. T. | D. T. | Isidro Lángara   |  |

| 104' | René Meléndez | 1-0 |

| Principal | William Crawford |

|       | POR   | Carlos Espinoza    |  |
|       | DEF   | Juan García        |  |
|       | DEF   | Daniel Torres      |  |
|       | MED   | Jorge Barraza      |  |
|       | MED   | Salvador Biondi    |  |
|       | MED   | Augusto Arenas     |  |
|       | DEL   | Fernando Hurtado   |  |
|       | DEL   | Enrique Ponce      |  |
|       | DEL   | René Meléndez      |  |
|       | DEL   | José María Lourido |  |
|       | DEL   | Germán Báez        |  |
| D. T. | D. T. | Martín García      |  |

|       | POR   | Hernán Fernández |  |
|       | DEF   | Américo Azares   |  |
|       | DEF   | Isaac Fernández  |  |
|       | MED   | Jorge Ibáñez     |  |
|       | MED   | Rosamel Miranda  |  |
|       | MED   | Valentín Beperet |  |
|       | DEL   | José Dunivicher  |  |
|       | DEL   | Mario Lorca      |  |
|       | DEL   | Carlos Rojas     |  |
|       | DEL   | Atilio Cremaschi |  |
|       | DEL   | Benito Armingol  |  |
| D. T. | D. T. | Isidro Lángara   |  |

| 104' | René Meléndez | 1-0 |

| Principal | William Crawford |

|       | POR   | Carlos Espinoza    |  |
|       | DEF   | Juan García        |  |
|       | DEF   | Daniel Torres      |  |
|       | MED   | Jorge Barraza      |  |
|       | MED   | Salvador Biondi    |  |
|       | MED   | Augusto Arenas     |  |
|       | DEL   | Fernando Hurtado   |  |
|       | DEL   | Enrique Ponce      |  |
|       | DEL   | René Meléndez      |  |
|       | DEL   | José María Lourido |  |
|       | DEL   | Germán Báez        |  |
| D. T. | D. T. | Martín García      |  |

|       | POR   | Hernán Fernández |  |
|       | DEF   | Américo Azares   |  |
|       | DEF   | Isaac Fernández  |  |
|       | MED   | Jorge Ibáñez     |  |
|       | MED   | Rosamel Miranda  |  |
|       | MED   | Valentín Beperet |  |
|       | DEL   | José Dunivicher  |  |
|       | DEL   | Mario Lorca      |  |
|       | DEL   | Carlos Rojas     |  |
|       | DEL   | Atilio Cremaschi |  |
|       | DEL   | Benito Armingol  |  |
| D. T. | D. T. | Isidro Lángara   |  |

| 104' | René Meléndez | 1-0 |

| Principal | William Crawford |

## Campeón
|                    |
| Everton 1.º título |